# قلمرو توسا

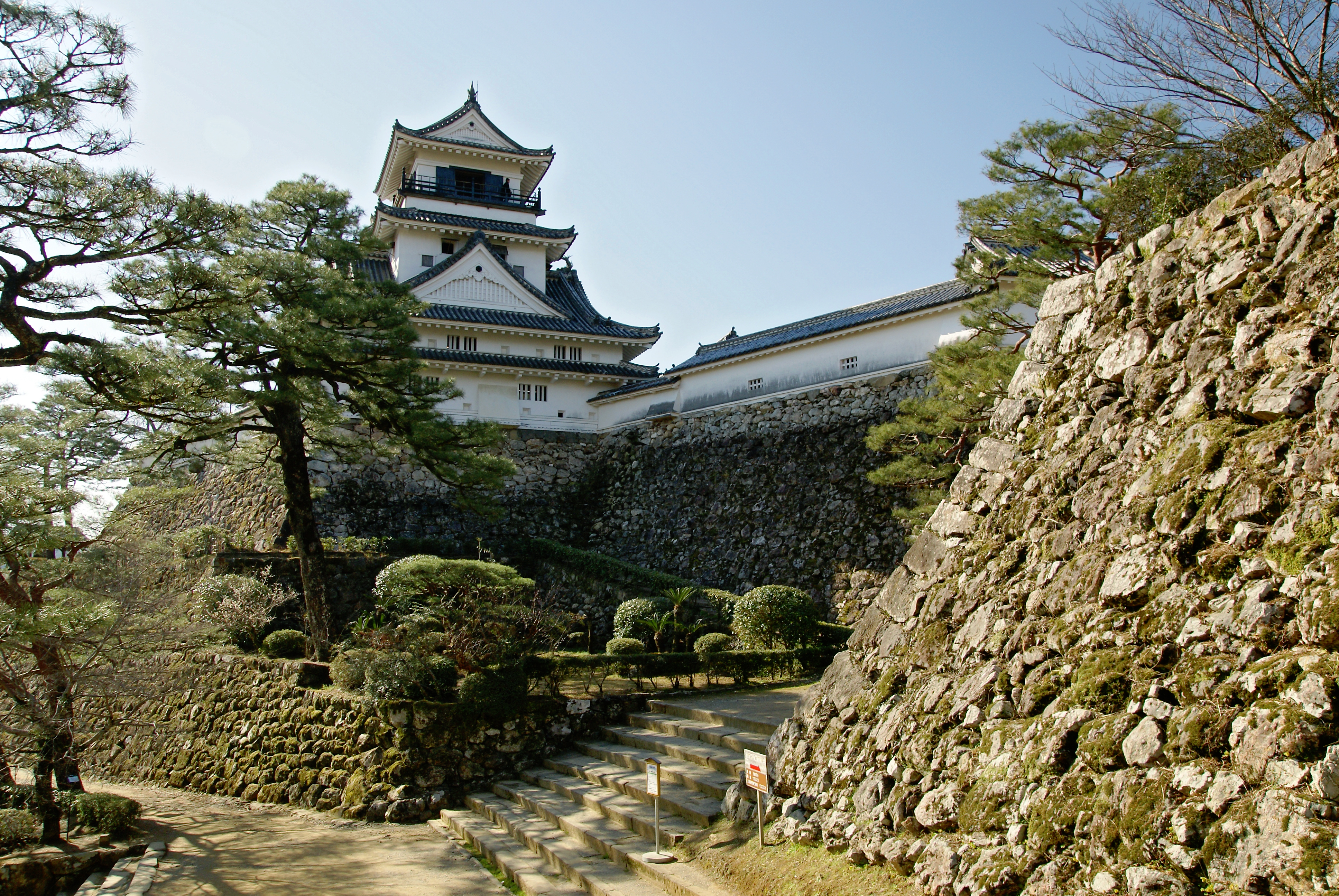
قلعه کوچی

قلمروی توسا (به ژاپنی: 土佐藩 Tosa Domain) یک هان (ملک فئودالی) در ولایت توسا (استان کوچی امروزی) در طول دوره ادو در ژاپن بود. نام رسمی آن کوچی هان (高 知 藩) است.